# Ruud Smulders
Ruud Smulders (Malden, 25 april 1987) is een Nederlands cabaretier, rapper, columnist, tekstschrijver en acteur.

## Loopbaan
Smulders speelde acht jaar (van 2010 tot 2018) met zijn cabaretgroep 'De Blonde Jongens en Tim' in het land. In 2014 wonnen zij het Groninger Studenten Cabaret Festival. Sinds 2010 treedt hij ook solo op als stand-upcomedian.
Smulders was in 2016 voor het eerst te zien op televisie in De Lama's-reboot Alpacas. Hij werd echter pas echt bekend als 'hufter' in het verborgen-camera-programma Hufterproef, waar hij vier seizoenen het gezicht van was. Sinds 2020 is Smulders te zien in BNNVARA's opvolger van De Wereld Draait Door getiteld De vooravond met de rubriek 'De Minuut van Ruud'. In datzelfde jaar startte hij als redacteur bij Dit was het nieuws.
In 2014 begon Smulders als columnist bij Radio 538 en later bij SLAM!FM. In 2018 werd hij co-host op de vrijdagavond bij 3FM. In 2022 startte hij als een van de nieuwe vaste koppen bij radiobegrip Spijkers Met Koppen.
Als acteur was Smulders te zien in Baantjer: Het begin, Project Gio en Achter gesloten deuren.
In 2019 kwam er ook voor het eerst muziek uit. Op ep De Tragikomische liet Smulders horen dat hij comedy en hiphop kon laten samengaan. In datzelfde jaar werd hij ook bekend bij een jongere generatie door zijn YouTube-werk. Door zijn gastrollen bij Dylan Haegens, Mertabi, Roedie, JoostSpeeltSpellen, de Makkers en zijn eigen POWERVLOGS bouwde hij al snel een online fanbase op.
In 2024 werd hij genomineerd voor de Neerlands Hoop voor zijn cabaretprogramma RUDIVERSUM. 

### Muziek
- De Tragikomische, 2019
- De Melancholische 2021
- De Melancholische(re) 2022
- Tony Hawk Muziek 2023
- Tony Hawk Muziek 2 2024

### Televisie (selectie)
- Smeris, 2018
- Project Gio, 2019
- Flikken Maastricht 2022-2023
- Killer Camp 2022

### Theater
- De Blonde Jongens en Tim - DEBJET (2018)
- BRUUD (2020)
- Bruter Dan BRUUD (2022)
- Rudiversum (2023)